# Barbara Heeb
Barbara Heeb (* 13. Februar 1969 in Altstätten) ist eine ehemalige Schweizer Radrennfahrerin und dreifache Olympionikin (1992, 1996, 2004).

## Werdegang
Barbara Heeb, eine von neun Geschwistern, betrieb in ihrer Jugend mehrere Sportarten, darunter Skifahren und Laufen. Erst im Alter von 17 Jahren kaufte sie sich ein Rennrad. Für den Radsport entschied sie sich mit 20 Jahren, nach dem Abschluss ihrer Lehre als Verkäuferin.
1996 gelang es Barbara Heeb, den Titel einer Strassenweltmeisterin zu erringen.
Viermal errang sie den Titel einer Schweizer Strassenmeisterin; dreimal nahm sie an Olympischen Spielen teil.
1999 trat sie vom Radsport zurück und betätigte sich im Skilanglauf. Dabei nahm sie am Continental-Cup und an insgesamt zwei Weltcuprennen jeweils in Davos teil, die sie auf Platzierungen ausserhalb der Punkteränge beendete. Zwei Jahre später kehrte sie zum Radsport zurück, konnte aber nicht an ihre früheren Erfolge anknüpfen. Im April 2005 beendete Barbara Heeb ihre Karriere im Spitzensport endgültig. Seit 2012 lebt sie in der Toskana.

## Auszeichnungen
- Schweizer Sportlerin des Jahres 1996